# Steven Erikson
Steven Erikson (Nace el 7 de octubre de 1959 en Toronto) es el seudónimo de Steve Rune Lundin, novelista canadiense con formación tanto en arqueología como en antropología.
Su obra más conocida es la serie de fantasía en diez volúmenes Malaz: El Libro de los Caídos, de la que se habían vendido 250.000 ejemplares hasta 2006. Sf Site ha dicho de la serie "la obra más importante de fantasía épica desde las Crónicas de Thomas Covenant, de Donaldson" y Fantasy Book Review la describió como "la mejor serie de fantasía de los últimos tiempos". El escritor de fantasía y colega Stephen Donaldson dice de Erikson que es "un extraordinario escritor". En una entrevista para sffworld.com, Erikson reconoció sus dudas iniciales sobre el posible éxito de la serie, por lo que su popularidad a posteriori fue una verdadera sorpresa. También mencionó que la gente "odia o ama esta serie".

## Biografía
Steven Erikson nació en Toronto, Canadá, y creció en Winnipeg. Más adelante vivió en el Reino Unido con su mujer e hijo pero desde entonces ha vuelto a Winnipeg. Se formó como antropólogo y arqueólogo y se graduó en la Iowa Writers' Workshop (Programa en Escritura Creativa). Para su tesis del máster Erikson escribió un ciclo de historias cortas titulado A Ruin of Feathers sobre un arqueólogo en América Central. Posteriormente recibió una beca para terminar dicha obra que fue publicada por TSAR, una pequeña editorial canadiense. Por su siguiente trabajo compartió el premio en el Anvil Press International 3-Day Novel Contest pero desprendiéndose de los derechos, un error que él atribuye a la inexperiencia. TSAR también publicó el tercer libro de Erikson compuesto por una novela corta y varios relatos, llamado Revolvo and other Canadian Tales. Luego, tras mudarse a Inglaterra, vendió lo que él llama su "primera novela auténtica" a Hodder y Stoughton, This River Awakens, que escribió cuando aún vivía en Winnipeg. Sus primeros cuatro libros fueron publicados con su nombre real y hoy en día están descatalogados. Además de escribir Erikson pinta al óleo.

## Malaz: El Libro de los Caídos

### Concepción
El mundo de Malaz fue diseñado originalmente por Steven Erikson e Ian Cameron Esslemont como escenario para juegos de rol. Los jardines de la Luna comenzó como un guion de película pero evolucionó hasta ser una novela que Erikson completó entre 1991 y 1992 pero no consiguió venderla.
A finales de los noventa Transworld (una división de Random House) compró Los jardines de la Luna y le pidió a Erikson que escribiera nuevos libros para la serie. Usando la historia del mundo de Malaz que había creado con Esslemont Erikson planeó nueve novelas más. Tras la publicación de Los jardines de la Luna las reseñas se extendieron por internet y Orion Publications intentó atraer a Erikson y apartarlo de Transworld. Sin embargo Transworld mantenía una opción sobre las novelas adicionales de la serie y ofreció 675.000 libras por los restantes nueve libros.

### Estilo
Erikson ha declarado explícitamente que disfruta dándole la vuelta a las convenciones habituales de la fantasía y jugando con ellas, presentando personajes que no obedecen a los estereotipos asociados a sus roles. Erikson comienza Malaz: El Libro de los Caídos en medio del argumento de forma deliberada en vez de comenzar de una forma narrativamente más convencional. Su estilo de escritura incluye complejas tramas con multitud de personajes. Además Erikson ha sido alabado por su disposición a matar personajes cuando es necesario para realzar la trama.

### Crítica
La primera novela de Erikson de la serie Malaz: El Libro de los Caídos, Los jardines de la Luna (1999) fue bien recibida e incluso llegó a ser nominada para el Premio Mundial de Fantasía. También le granjeó su reputación como uno de los mejores autores del género fantástico y fue descrito como "un increíble debut". La novela fue aclamada por su "combinación de originalidad y su narración inteligente, potente y emocionante". El segundo libro de la serie, Las Puertas de la Casa de la Muerte (2000), fue incluido como una de las diez mejores novelas de fantasía de 2000 por SF Site.
Durante una ronda de preguntas y respuestas en 2008 en Seattle, Washington, Erikson aseguró haber firmado un acuerdo para escribir dos trilogías más y seis novelas cortas: Erikson planeó usar estas novelas para continuar la historia de Bauchelain y Korbal Espita mientras que una de las trilogías sería una precuela de la serie principal para detallar la historia de Anomander Rake y Madre Oscuridad, llamada la trilogía de Kharkanas. Erikson empezó a escribirla después de acabar la saga de Malaz: el Libro de los Caídos. Actualmente ya ha escrito dos volúmenes de la trilogía (la Forja de la Oscuridad y la Caída de la Luz) y cinco novelas de la saga de Bauchelain y Korbal Espita. El tercer volumen de la trilogía de Kharkanas (Caminando entre Sombras) se retrasó, debido a que Erikson decidió trabajar en la primera novela de la recientemente anunciada trilogía del Testigo (The Good is not willing). Esta trilogía se centra en Karsa Orlong y los teblor, diez años después de los acontecimientos de El Dios Tullido. Es importante decir que ninguna de las novelas mencionadas (excepto las dos primeras de Bauchelain y Korbal Espita) se han publicado en España.

## Obras publicadas
Nombres de la edición a cargo de La Factoría de Ideas en primer lugar si existe versión publicada en español.
Como Steven Erikson
Malaz: El Libro de los Caídos: Novelas (Malazan Book of the Fallen)
- Los jardines de la Luna (Gardens of the Moon, 1999)
- Las puertas de la Casa de la Muerte (Deadhouse Gates, 2000)
- Memorias del hielo (Memories of Ice, 2001)
- La Casa de Cadenas (House of Chains, 2002)
- Mareas de medianoche (Midnight Tides, 2004)
- Los Cazahuesos (The Bonehunters, 2006)
- La Tempestad del Segador (Reaper's Gale, 2007)
- Dust of Dreams (Dust of Dreams, 2009)
- The Crippled God (The Crippled God, 2011)

Kharkanas Trilogy
- Forge of Darkness (2012)
- Fall of Light (2014)
- Walk in Shadow (TBA)

Malazan Book of the Fallen: Novelas cortas - Bauchelain y Korbal Espita
- Blood Follows (2002)
- The Healthy Dead (2004)
- The Lees of Laughter's End (2007)
- Crack’d Pot Trail (2009)

Cronológicamente The Lees of Laughter's End se sitúa antes de The Healthy Dead. Erikson recomienda leerlas en su orden cronológico, no en el de publicación.
Fuera de Malaz
- The Devil Delivered (2004)
- Revolvo (2008)

Como Steven Lundin
Novelas
- This River Awakens (1998)
- Fishin' with Grandma Matchie (2004)
- When She's Gone (2004)

Relatos y novelas cortas
- A Ruin of Feathers (1991)
- Stolen Voices (1993)
- Revolvo & Other Canadian Tales (1998)

### Entrevistas
- Entrevista en The Void (marzo de 2011) (en inglés)
- Entrevista en Fantasy Book Critic (junio de 2008) (en inglés)
- Entrevista en Neth Space (marzo de 2008) (en inglés)
- Entrevista en Pat's Fantasy Hotlist (agosto de 2007) (en inglés)
- Entrevista en sffworld.com (enero de 2006) (en inglés)
- Entrevista en wotmania.com OF blog, (marzo de 2003) (en inglés)
- Entrevista en The SF Site (mayo de 2000) (en inglés)

- Datos: Q428755
- Multimedia: Steven Erikson / Q428755